# Yvonne Catterfeld
Yvonne Catterfeld (Erfurt, 2 de dezembro de 1979) é uma cantora e atriz alemã.

## Biografia

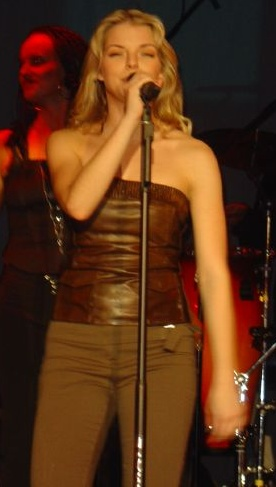
Yvonne Catterfeld, 2004.

Yvonne Catterfeld nasceu em Erfurt, Turíngia, em 1979. Aos 15 anos de idade começou a tocar piano e flauta, estudando simultaneamente dança e voz. Depois de completar a escola secundária estudou pop e jazz na academia de música em Leipzig durante dois anos. Em 1998 lançou sua primeira gravação com o nome KIV.
Depois de seus estudos participou do concurso de canto Stimme 2000. Em 2001 lançou seu primeiro single oficial, "Bum", um cover da faixa homônima All Saints, porém mais uma vez não conseguiu entrar nas paradas. Pelo menos três singles "Komm Zurück Zu Mir", "Niemand Sonst" e "Gefühle" ajudaram a impulsionar a popularidade de Catterfeld.
Em 2002 participou da série de televisão Gute Zeiten, schlechte Zeiten, no papel de Julia Blum, até 2005.
Aumentando sua presença na TV, Yvonne finalmente encontrou grande sucesso com seu quarto single "Für Dich", que foi um hit #1 na Alemanha, Áustria e Suíça. Seu primeiro álbum, Meine Welt, alcançou sucesso semelhante, chegando à platina. Um ano depois repetiu o feito com "Du Hast Mein Herz Gebrochen" e seu segundo álbum Farben Meiner Welt.
No outono de 2005 Catterfeld foi protagonista da histórica novela Sophie - Braut Wider Willen. No entanto, a mesma não atendeu às expectativas da emissora e, após 65 episódios, foi encerrada em março do ano seguinte. Ao mesmo tempo, Yvonne relançou seu primeiro single em inglês, "Where Does The Love Go", uma colaboração com o cantor Eric Benét.
Em 2006 Catterfeld lançou seu quarto álbum de estúdio, Aura.

## Discografia

### Álbuns de estúdio
| Ano  | Título             | Posições | Posições | Posições | Certificação |
| Ano  | Título             | GER      | AUT      | SWI      | Certificação |
| ---- | ------------------ | -------- | -------- | -------- | ------------ |
| 2003 | Meine Welt         | 1        | 4        | 3        | Platinum     |
| 2004 | Farben Meiner Welt | 2        | 9        | 7        | Gold         |
| 2005 | Unterwegs          | 1        | 4        | 18       | Gold         |
| 2006 | Aura               | 10       | 17       | 26       |              |
| 2010 | Blau am Blau       |          |          |          |              |

### Singles

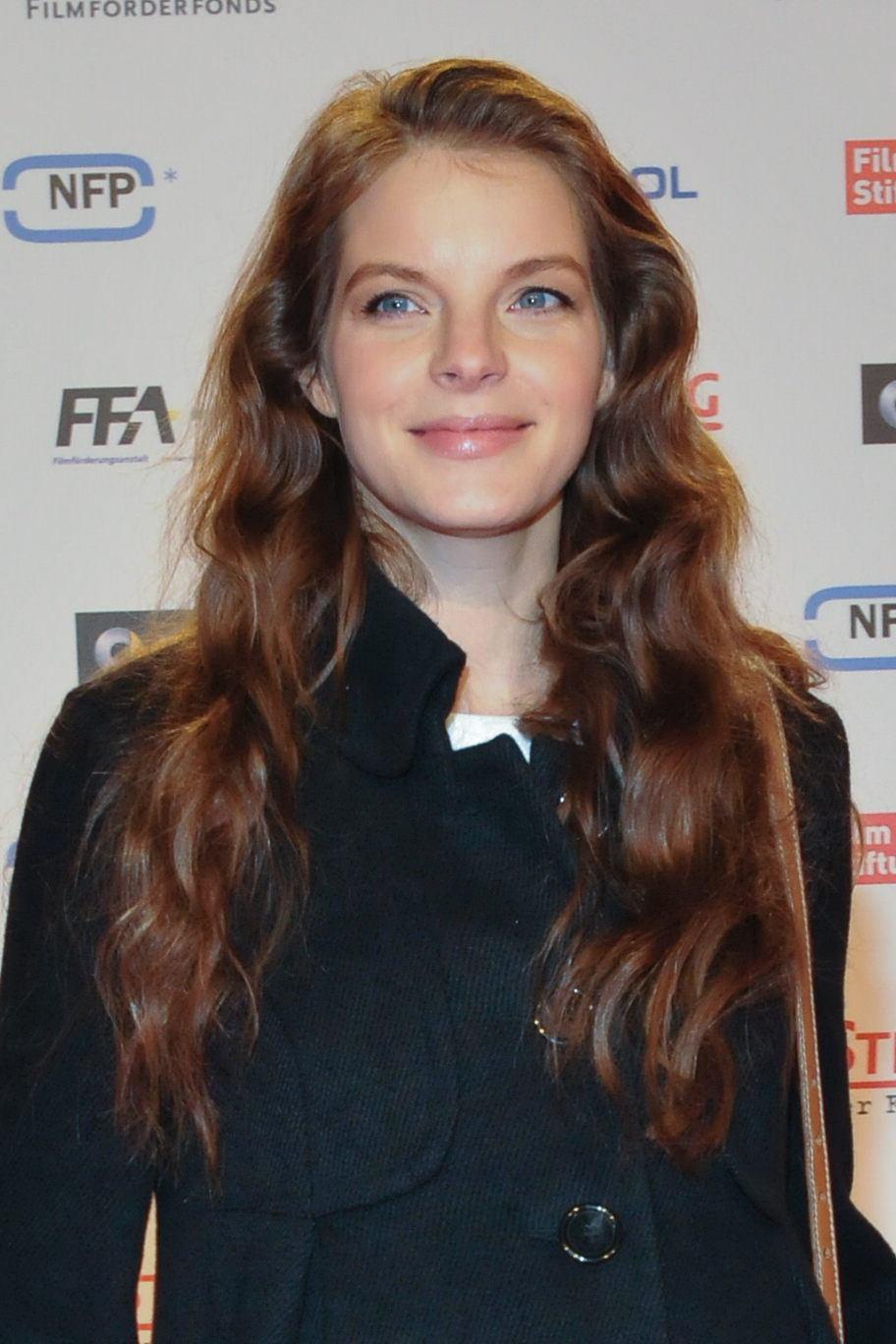
Yvonne Catterfeld em 2014

| Ano  | Título                                      | Posiciones en la lista | Posiciones en la lista | Posiciones en la lista | Álbum              |
| Ano  | Título                                      | GER                    | AUT                    | SWI                    | Álbum              |
| ---- | ------------------------------------------- | ---------------------- | ---------------------- | ---------------------- | ------------------ |
| 2001 | "Bum"                                       | -                      | -                      | -                      | -                  |
| 2001 | "Komm Zurück Zu Mir"                        | 76                     | -                      | -                      | Meine Welt         |
| 2002 | "Niemand Sonst"                             | 31                     | -                      | -                      | Meine Welt         |
| 2003 | "Gefühle"                                   | 26                     | -                      | -                      | Meine Welt         |
| 2003 | "Für Dich"                                  | 1                      | 1                      | 1                      | Meine Welt         |
| 2004 | "Du Hast Mein Herz Gebrochen"               | 1                      | 4                      | 6                      | Farben Meiner Welt |
| 2004 | "Du Bleibst Immer Noch Du"                  | 21                     | 30                     | 53                     | Farben Meiner Welt |
| 2004 | "Sag mir - Was Meinst Du?"                  | 14                     | 21                     | 39                     | Farben Meiner Welt |
| 2005 | "Glaub An Mich"                             | 3                      | 6                      | 15                     | Unterwegs          |
| 2005 | "Eine Welt Ohne Dich"                       | 31                     | 52                     | -                      | Unterwegs          |
| 2006 | "Where Does The Love Go" (feat. Eric Benét) | 28                     | 63                     | 35                     | Aura               |
| 2006 | "Erinner' Mich Dich Zu Vergessen"           | 6                      | 22                     | 23                     | Aura               |
| 2007 | "Die Zeit Ist Reif"                         | 55                     | -                      | -                      | Aura               |

## Filmografia

### Filmes
- 2004: Shark Tale - Voz
- 2007: Keinohrhasen
- 2008: U-900  (Maria)
- 2009: Hexe Lilli – Der Drache und das magische Buch  (Hübsche Blondine)
- 2009: Zweiohrküken
- 2010: Das Leben ist zu lang
- 2013: Sputnik (2013)  (Katharina Bode)
- 2014: La Belle et la Bête (filme de 2014) (Princesa)
- 2014: Bocksprünge  (Eva)
- 2015: Die Trapp Familie - Ein Leben für die Musik (Maria von Trapp)

### Filmes para Televisão
- 2007: Wenn Liebe doch so einfach wär
- 2008: Das Geheimnis des Königssees
- 2009: Vulkan
- 2009: Schatten der Gerechtigkeit
- 2009: Engel sucht Liebe
- 2010: Die Frau des Schläfers
- 2011: Am Ende die Hoffnung
- 2011: Das Mädchen auf dem Meeresgrund
- 2012: Plötzlich 70!
- 2013: Nur eine Nacht
- 2013: Helden – Wenn dein Land dich braucht
- 2014: Cecelia Ahern – Zwischen Himmel und hier
- 2014: Cecelia Ahern – Mein ganzes halbes Leben
- 2014: Herzlichen Glückwunsch, Sie haben gewonnen! (Dora Heldt)
- 2015: A Dangerous Fortune

### Séries de televisão
- 2001–2005: Gute Zeiten, schlechte Zeiten
- 2005: Hallo Robbie!
- 2005: Tatort – Tatort: Der Name der Orchidee
- 2005–2006: Sophie – Braut wider Willen
- 2007: SOKO 5113
- 2010–2011: Gelobtes Land (2011, The Promise)
- 2015: Sing meinen Song – Das Tauschkonzert

### Aparições de estrelas
- 2004: Große Haie – Kleine Fische
- 2008: Hexe Lilli – Der Drache und das magische Buch
- 2011: Nils Holgerssons wunderbare Reise
- 2012: Niko 2 – Kleines Rentier, großer Held
- 2014: TinkerBell und die Piratenfee

## Prêmios

### 2003
- Bambi - "Shooting-Star"
- Goldene Stimmgabel - "Best Female (Pop)"

### 2004
- ECHO - "Female Artist National (Rock/Pop)"